# Carmelo Mesa-Lago
Carmelo Mesa-Lago (La Habana, Cuba, 1934) es un catedrático 
de Economía y Estudios Latinoamericanos de la Universidad de Pittsburgh desde 1999. Ha sido profesor visitante en la Universidad de Oxford, en el Instituto Universitario Ortega y Gasset y en el Centro Latinoamericano de Economía Humana (Montevideo), e investigador asociado en el Instituto Max Plank de Derecho Social Internacional (Múnich) y el Instituto Torcuato Di Tella (Buenos Aires). Es autor o editor de más de setenta libros sobre economía de la seguridad social y la salud en América Latina, la economía de Cuba y sistemas económicos comparados. Entre sus libros recientes destacan La economía y el bienestar social en Cuba a comienzos del siglo XXI (Madrid, 2003), Las reformas de pensiones en América Latina y su Impacto en los principios de la Seguridad Social (Santiago de Chile, 2004) y Reassemblig Social Security: A Survey of Pension and Healthcare Reforms in Latin America (Oxford University Press, 2008).